# Jean Tigana
Jean Tigana (Bamako, Malí; 23 de junio de 1955) es un exjugador y entrenador de fútbol francés. Su último equipo fue el SC Toulon.

## Carrera como jugador
Comenzó su carrera en el Sporting Toulon. Fichó por el Olympique de Lyon, donde estuvo 3 años, antes de llegar al Girondins de Burdeos por 4 millones de euros. Como jugador del Burdeos, fue parte clave del equipo para ganar tres títulos ligueros y tres Copas de Francia, también logró llegar a semifinales de la Copa de Europa con el Burdeos, en 1985.
En 1989, firmó por el Olympique de Marsella, donde jugaría hasta su retirada en 1991.

### Selección francesa de fútbol
Debutó con la Selección francesa de fútbol en 1980, con la selección gala jugaría 52 partidos. Junto a Michel Platini, Alain Giresse y Luis Fernández formó el espectacular centro del campo de Francia, un centro del campo que recibió el apodo de «El cuadrado mágico». Con la selección ganó la Eurocopa 1984 venciendo a España en la final.
Su único gol con la selección francesa se produjo contra Hungría en el Mundial 1986.

### Participaciones en Copas del Mundo
| Mundial                        | Sede   | Resultado    | PJ | Goles |
| ------------------------------ | ------ | ------------ | -- | ----- |
| Copa Mundial de Fútbol de 1982 | España | Cuarto lugar | 7  | 0     |
| Copa Mundial de Fútbol de 1986 | México | Tercer lugar | 7  | 1     |

### Participaciones en Eurocopas
| Eurocopa      | Sede    | Resultado |
| ------------- | ------- | --------- |
| Eurocopa 1984 | Francia | Campeón   |

## Carrera como entrenador
Como entrenador, comenzó su carrera en 1993, en el banquillo del Olympique de Lyon. Posteriormente, dirigió al AS Monaco durante cuatro temporadas, ganando una Ligue 1.
Alcanzó notoriedad al mando del Fulham inglés, al que ascendió desde la First Division a la Premier League, y posteriormente clasificar con ellos a la Copa de la UEFA. Fue destituido en marzo de 2003. Posteriormente el club lo llevó a los tribunales, arguyendo que Tigana había pagado erróneamente cifras excesivas por los traspasos de ciertos jugadores, aunque finalmente los cargos fueron levantados.
En octubre de 2005 firmó por el Beşiktaş de Turquía, al que entrenó durante un año y medio. Posteriormente, dirigió al Girondins de Bordeaux durante la mayor parte de la temporada 2010-11, hasta su dimisión a falta de 4 jornadas para terminar el campeonato, con el equipo como 9.º clasificado.
Su siguiente experiencia como técnico le llevó al Shanghái Shenhua, al que dirigió durante 4 meses.
Tras casi 10 años alejado de los banquillos, volvió a la actividad de la mano del SC Toulon en febrero de 2021. Sin embargo, presentó su dimisión al año siguiente.

## Clubes

### Como futbolista
| Club                  | País    | Año       |
| --------------------- | ------- | --------- |
| Sporting Toulon Var   | Francia | 1975–1978 |
| Olympique de Lyon     | Francia | 1978–1981 |
| Girondins de Bordeaux | Francia | 1981–1989 |
| Olympique de Marsella | Francia | 1989–1991 |

### Como entrenador
| Club                  | País       | Año       |
| --------------------- | ---------- | --------- |
| Olympique de Lyon     | Francia    | 1993–1995 |
| AS Monaco             | Francia    | 1995–1999 |
| Fulham FC             | Inglaterra | 2000–2003 |
| Beşiktaş JK           | Turquía    | 2005–2007 |
| Girondins de Bordeaux | Francia    | 2010–2011 |
| Shanghái Shenhua      | China      | 2011–2012 |
| SC Toulon             | Francia    | 2021–2022 |

## Palmarés

### Como futbolista

#### Campeonatos nacionales
| Título          | Club                  | País    | Año  |
| --------------- | --------------------- | ------- | ---- |
| Ligue 1         | Girondins de Bordeaux | Francia | 1984 |
| Ligue 1         | Girondins de Bordeaux | Francia | 1985 |
| Copa de Francia | Girondins de Bordeaux | Francia | 1986 |
| Ligue 1         | Girondins de Bordeaux | Francia | 1987 |
| Copa de Francia | Girondins de Bordeaux | Francia | 1987 |
| Ligue 1         | Olympique de Marsella | Francia | 1990 |
| Ligue 1         | Olympique de Marsella | Francia | 1991 |

#### Copas internacionales
| Título   | Club (*)           | País    | Año  |
| -------- | ------------------ | ------- | ---- |
| Eurocopa | Selección francesa | Francia | 1984 |

(*) Incluyendo la selección

### Como entrenador

#### Campeonatos nacionales
| Título               | Club        | País       | Año  |
| -------------------- | ----------- | ---------- | ---- |
| Ligue 1              | AS Monaco   | Francia    | 1997 |
| First Division       | Fulham FC   | Inglaterra | 2001 |
| Copa de Turquía      | Beşiktaş JK | Turquía    | 2006 |
| Supercopa de Turquía | Beşiktaş JK | Turquía    | 2006 |
| Copa de Turquía      | Beşiktaş JK | Turquía    | 2007 |